# Atalanta
Atalanta é um município brasileiro do estado de Santa Catarina. Localiza-se a uma latitude 27º25'12" sul e a uma longitude 49º46'52" oeste, estando a uma altitude de 545 metros. Sua população estimada em 2011 era de 3 290 habitantes. Possui uma área de 94,527 km².
A cidade é nomeada em homenagem ao clube de futebol Atalanta Bergamasca Calcio, de Bérgamo na Itália, que em 1964 havia conquistado a Copa da Itália. O nome foi sugerido pelo colono José Paglioli, que afirmava ter avós vindos de "Atalanta" na Itália, o qual o time de futebol da cidade acabara de conquistar um importante título, embora depois foi descoberto que se tratava de um equívoco e que Paglioli confundiu Bérgamo com o clube da cidade, Atalanta.
Conhecido por seu povo hospitaleiro, sua economia agrícola e suas belas paisagens naturais, o município recebe inúmeros visitantes por ano interessados em visitar o Parque Natural Municipal da Mata Atlântica, a RPPN Serra do Pitoco, alguma das muitas propriedades inscritas no Programa Acolhida na Colônia ou ainda passar um dia na Apremavi (Associação de Preservação do Meio Ambiente e da Vida), uma importante organização não-governamental ambientalista do Brasil com sede no município.
Em meados da década de 1990, a Apremavi em parceria com a Prefeitura Municipal de Atalanta, conseguiu conscientizar os agricultores e moradores da cidade sobre a importância da preservação do Meio Ambiente. Fruto desse trabalho, foram recuperadas 70% das matas nativas da cidade e o município passou a ser chamado como capital ecológica do estado.
Uma grande data festiva para o município é Dia do Colono, comemorado em 25 de julho.

## História

### Origens e povoamento
Atalanta é um dos municípios menos extensos de Santa Catarina: somente 94 km². Desde 1915, teve início o seu povoamento, merecendo serem citados os primeiros colonizadores que aí se estabeleceram: João Stefen, Pedro Stefen, Oscar João Meurer, Rodolfo Mohr e Pedro Sefald.
Não somente os primeiros cidadãos que povoaram a "Serra do Pitoco" (tal o primeiro nome que Atalanta recebeu), mas também os que tiveram chegada depois, eram descendentes de alemães.

### Formação administrativa
Pela Lei nº 995, de 4 de dezembro de 1964, Atalanta emancipou-se politicamente, com terras que se desmembraram a partir de Ituporanga. O novo município foi instalado em 27 de dezembro de 1964. O prefeito que venceu as primeiras eleições municipais foi o senhor Virgílio Scheller.
A fertilidade de suas terras pela qual são favorecidas a excelência e a diversificação da lavoura a qual com certas fábricas (fecularias, descascadores de arroz) e a madeira extraída, são as principais atividades econômicas do município.

## Apremavi
A Associação de Preservação do Meio Ambiente e da Vida (Apremavi), é uma Organização da Sociedade Civil de Interesse Público, sem fins lucrativos, criada em 09 de julho de 1987. Sua sede fica no sopé da Serra do Pitoco, em Alto Dona Luiza - Atalanta, num amplo e bem estruturado Centro Ambiental localizado junto a um Viveiro de mudas de árvores nativas da Mata Atlântica.
Ao mesmo tempo em que se mantém ativista frente às catástrofes socioambientais em curso, a Apremavi coloca a mão na massa mostrando que existem maneiras de proteger e utilizar os recursos naturais de forma sustentável.
Ao longo de sua trajetória, a Apremavi mobilizou grande esforço pelo aprimoramento das políticas públicas ambientais, pela criação de unidades de conservação públicas e particulares, em ações de capacitação e educação ambiental, além de atuar diariamente na restauração e recuperação de áreas degradadas, tendo ajudado a plantar mais de 8,5 milhões de árvores nativas.
As mudas usadas nos plantios de restauração são produzidas no Viveiro Jardim das Florestas, fundado pela Apremavi no mesmo ano em que a instituição foi criada. O Viveiro é hoje um dos maiores viveiros da região sul do Brasil, com capacidade instalada para produzir cerca de 1 milhão de mudas por ano de até 200 diferentes espécies nativas da Mata Atlântica. 
Conta hoje com mais de 40 profissionais remunerados e voluntários trabalhando em projetos vinculados a seis áreas temáticas, em Santa Catarina e no Paraná.
Em parceria com a Prefeitura Municipal da Atalanta, a Apremavi é gestora do Parque Natural Municipal da Mata Atlântica desde o ano 2000, época e que o Parque foi criado.

## Principais atividades econômicas
Agricultura com produção de milho, fumo, feijão e cebola. A produção de alimentos orgânicos também tem despertado interesse dos pequenos agricultores e muitos estão produzindo morangos orgânicos.
Além disso, o Ecoturismo tem trazido cada vez mais visitantes para o município.

## Turismo
As áreas de Mata Atlântica preservadas de Atalanta são importantes atrativos turísticos. Atualmente, a cidade tem 25% da Mata Atlântica preservados, entre trechos de matas primárias e secundárias.
Na localidade de Alto Dona Luiza, no sopé da Serra do Pitoco há importantes áreas de Mata Atlântica que abrigam espécies endêmicas e ameaçadas de extinção. Já o Villa Gropp acomoda o Parque Natural Municipal da Mata Atlântica, importante Unidade de Conservação do Município que recebe inúmeros visitantes por ano.
A pequena cidade conta com estrutura razoável para o turismo.

### Parque Natural Municipal da Mata Atlântica
O Parque Natural Municipal da Mata Atlântica está localizado na comunidade de Vila Gropp, a 2km do centro do município de Atalanta, em Santa Catarina.
Criado no ano de 2.000, o Parque Natural Municipal da Mata Atlântica é o primeiro parque do município de Atalanta e vem desempenhando um papel importante no desenvolvimento do turismo ecológico da região, além de garantir a preservação de 54 hectares de Mata Atlântica.
Com os objetivos de preservar, conservar e recuperar a Mata Atlântica o parque é o hoje um centro de referência do município para as atividades de Educação Ambiental, recuperação de áreas degradadas, enriquecimento de florestas secundárias e turismo ecológico. Além disso oferece a seus visitantes a oportunidade de contemplar belas paisagens e vivenciar a tranqüilidade e qualidade da vida interiorana.
Sua implantação teve o apoio do Fundo Nacional do Meio Ambiente (FNMA) através de um projeto de iniciativa da Prefeitura Municipal de Atalanta, com apoio da Apremavi. Com o projeto foi possível realizar uma série de restaurações, onde hoje funcionam o centro de visitantes e o museu. Na ocasião também foi elaborado o plano de manejo do parque e implantadas as trilhas ecológicas.
Os principais atrativos do parque são a cachoeira Perau do Gropp, com 41 metros de queda, e a cascata Córrego do Rio Caçador, com 18 metros de altura. O acesso até a cachoeira e a cascata é feito pela Trilha da Lontra que tem aproximadamente 1.000 metros de extensão. Durante a caminhada os visitantes podem observar os paredões rochosos cobertos por samambaias, avencas e musgos, além de terem a oportunidade de conhecer algumas espécies nobres da Mata Atlântica como o cedro (Cedrella fissilis), a canela sassafrás (Ocotea odorifera) e o xaxim-bugio (Dicksonia sellowiana). É também na Trilha da Lontra que está localizada a cascata Córrego do Rio Caçador e, ao final da caminhada, o visitante é compensado com a beleza da cachoeira Perau do Gropp.
Além disso o parque conta com um centro de referência com recepção e auditório com capacidade para 100 pessoas; um Museu Histórico Municipal Wogeck Kubiack, com aproximadamente 400 peças em seu acervo que contam parte da história da colonização de Atalanta; e, um mirante de onde se pode avistar a cachoeira com 41 metros de queda.

### Museu Histórico Municipal Wogeck Kubiack
Outro atrativo do Parque Natural Municipal da Mata Atlântica é o Museu Municipal Wogeck Kubiack, construído com o objetivo de contribuir com a preservação da memória histórica de Atalanta e sensibilizar a população sobre a importância da cultura na vida de um povo.
O museu está em processo de restauração.

### Reserva Particular do Patrimônio Natural - RPPN Serra do Pitoco
Criada pela Portaria Ibama 40/97, de 30 de abril de 1997, a RPPN abriga um pequeno, mas importante, remanescente de Mata Atlântica, numa região de transição entre a floresta ombrófila densa e mista. É abrigo para várias espécies de animais. Fica na comunidade de Alto Dona Luiza, município de Atalanta (SC). É atravessada pelo Rio Dona Luiza e tem uma cachoeira de 10 metros de altura.
É uma iniciativa do casal Miriam Prochnow e Wigold B. Schaffer, fundadores da Apremavi. A propriedade onde está localizada a RPPN foi utilizada como modelo para o conceito de Propriedade Legal (Legal porque cumpre a lei e legal por ser um lugar bom de morar), desenvolvido pela Apremavi. Também tem um significado importante por mostrar que pequenas propriedades e pequenas RPPNs podem contribuir com a conservação da biodiversidade.
Na RPPN estão expostas peças da turbina de energia da segunda fábrica de óleo de sassafrás do município de Atalanta, que funcionou até o início da década de 1960.

## Futebol
Em Atalanta possui três referências em Futebol:
1 °C.E.R.A Clube Esportivo Recreativo Atalantense (mais conhecido como Atalantense), que é localizado no centro da cidade.
2 °C.F.C Colorado Futebol Clube (mais conhecido como colorado), localizado no interior da cidade na comunidade de Dona Luíza.
3 °C.M.E Comissão Municipal De Esportes, representada por profissionais da prefeitura de Atalanta.
O Clube Colorado realiza todo ano seu " Torneio Tradicional" como conhecido na região todo segundo domingo de Maio, já a CME realiza todo ano 2 grandes Campeonatos da região, o Campeonato Municipal e o Campeonato da Integração. O campeonato municipal é realizado no centro da cidade no estádio Municipal Inácio Antunes, já o Campeonato da Integração (antigamente conhecido como Campeonato de Tifas ou Campeonato do Interior) é realizado na comunidade do Ribeirão Matilde.